# Duminica Dreptei Credințe

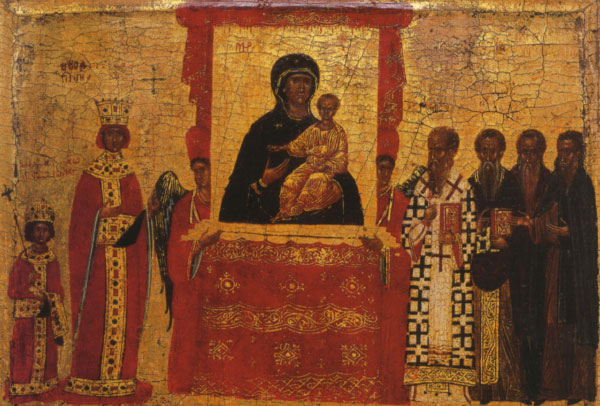
Icoana Triumful Dreptei Credințe (secolul al XV-lea (fragment).

Duminica Dreptei Credințe, Duminica Ortodoxiei sau Duminica Triumfului Dreptei Credințe este o sărbătoare creștină. Ea este celebrată de creștinii răsăriteni (bisericile ortodoxe și catolice de rit bizantin) cu șase săptămâni înainte de Duminica Învierii (P - 42). Ea este prima duminică din Postul Mare ce urmează Duminicii izgonirii lui Adam din Rai (P - 49) și precede Duminica Sf. Grigorie Palamas (P - 35).
Această duminică celebrează victoria dreptei credințe asupra iconoclasmului, adică restabilirea venerării icoanelor în Biserică. Această sărbătoare a fost instituită în 843. Iconoclasmul (interzicerea venerării icoanelor lui Hristos, ale Fecioarei Maria și ale sfinților) este considerată erezie de către Biserică.  

## Istorie
În 730, împăratul Leon al III-lea a interzis venerarea  icoanelor și a poruncit distrugerea lor. Printre apărătorii icoanelor, trebuie menționat importantul teolog Ioan Damaschinul. Împărăteasa Irina, nora lui Leon al III-lea, a reunit al doilea conciliu de la Niceea (sau «conciliul al șaptelea» – ultimul conciliu recunoscut de Biserica Ortodoxă, de unde numele de Bisericile celor șapte concilii), la Niceea în 787. Persecuțiile s-au reluat după moartea împărătesei, sub domniile împăraților Nicefor I și Mihail I. Împăratul Leon al V-lea, apoi împăratul Theophil au continuat să se opună icoanelor și să-i persecute pe apărătorii acestora. Împăratul Theophil fiind grav atins de dizenterie, soția sa Teodora a avut un vis în care Maica Domnului «ținându-L în brațe pe Dumnezeu înainte de toți vecii, înconjurată de îngeri strălucitori, îl condamnau și pedepseau pe Theophil, soțul său». În urma acestei viziuni, Theophil s-a căit de acțiunea sa puțin înainte de moarte; soția sa a autorizat cultul icoanelor și cu ajutorul patriarhului Metodiu, i-a restabilit la rangul lor pe călugării persecutați până atunci.

## Semnificație și cult
Victoria asupra iconoclasmului este denumită, în bisericile catolice de rit bizantin, „Triumful Dreptei Credințe, iar în Biserica Ortodoxă: „Triumful Ortodoxiei”. Într-adevăr, pentru Biserica Ortodoxă, dar și pentru bisericile catolice de rit bizantin, refuzul venerării icoanelor constituie sinteza tuturor ereziilor: A refuza icoana, reprezintă, pentru teologia de rit bizantin, refuzul Întrupării lui Dumnezeu făcut om. Totuși, dacă imaginile sunt autorizate, ele trebuie și să fie exacte, din punct de vedere teologic, pentru a fi recunoscute drept icoane. Icoana bizantină nu este similară cu imagistica religioasă care a putut să se dezvolte în Occident începând cu Renașterea. Disputele iconoclaste au fost, în Ortodoxie, ocazia dezvoltării unei veritabile teologii a imaginii. Ea se sprijină pe declarația sfântului Pavel: „El [Hristos] este icoana Dumnezeului nevăzut, născut înainte de orice făptură” (Coloseni, 1,15).  Sfințenia constă în restaurarea imaginii lui Dumnezeu în noi, așa cum era la început, înainte să fi fost alterată de Cădere.
Această sărbătoare reamintește, de altfel, că postul este și o asceză a privirii, a modului în care privim lumea. Potrivit Evangheliei:
„«Lumina corpului este ochiul tău. Când ochiul tău este limpede, și întreg corpul tău este luminat; dar când este vătămat, și corpul tău este întunecat. Vezi așadar dacă nu cumva lumina din tine este întuneric. Prin urmare, dacă întreg corpul tău este luminat, fără nicio parte întunecată, atunci va fi luminos pe de-a'ntregul, ca atunci când candela te luminează cu strălucirea ei.»” (Luca, 11, 34-36)”

## Troparul Duminicii Dreptei Credințe
Troparul Învierii, Vers 5
Pe Cuvântul cel împreună fără de început cu Tatăl și cu Spiritul, Care din Fecioară s-a născut pentru mântuirea noastră,

Să-L lăudăm, credincioșii, și să I ne închinăm;

Că bine a voit cu trupul a se sui pe cruce, și moarte a răbda,  

Și a scula pe cei morți, întru mărită Învierea Sa.